# Pale (Bòsnia i Hercegovina)
Pale és una ciutat turística i capital del municipi de Pale, un dels sis del voltant de la ciutat de Sarajevo, a Bòsnia i Hercegovina. Durant els mesos d'estiu més durs, s'hi registra un clima de muntanya, en els quals la temperatura rarament no supera els 25 °C.
Pale, que es desenvolupa considerablement a l'època dels Jocs Olímpics d'hivern de 1984, esdevingué l'any 1992 la capital de la República Sèrbia, una posició que perdria l'any 1998 a favor de Banja Luka.
Una part del municipi passà a ser part, sota els Acords de Dayton, de la Federació de Bòsnia i Hercegovina sota el nom de Pale-Prača.

## Posició geogràfica i clima
El territori del municipi de Pale ocupa 492 km² de caràcter marcadament muntanyós, amb una altitud sobre el nivell del mar de 624 a 1916 metres. El cim més alt és de 624 msnm, al cantó occidental del terme municipal, on conflueixen els dos rius Miljacka.
La part central del municipi presenta la conca de Pale, situada entre massissos: Jahorina al sud, Gosina a l'est, Romanija al nord-est, Ozren al nord i nord-oest i Trebević a l'oest. La seu del municipi és a la població de Pale. Pale es troba en una única conca, que amb les faldes ocupa una superfície d'uns 8,5 km². Se situa a una altitud de 820 msnm.
De fa temps, Pale és conegut, per les seves característiques geogràfiques, com a balneari i centre de vacances. La bellesa del seu entorn, l'aire fresc i la proximitat a les pistes d'esquí de Jahorina ofereixen una disposició natural per al desenvolupament del turisme.
La superfície predominant del municipi són àrees forestals (64%) i d'agricultura (34%) i altres usos.

## Història
A l'edat mitjana, la ciutat formava part del domini feudal dels Pavlović que, després de la mort del rei Tvrtko I de Bòsnia, el 1391, passà a mans de l'Imperi Otomà.
L'aristocràcia otomana de Bòsnia, profundament conservadora, es resistia al desenvolupament d'un estat centralitzat i es rebel·là el 1831 contra el sultà, sota el lideratge del Capità Husein Gradaščević. Una de les batalles contra els rebels tingué lloc a la mateixa ciutat de Pale, que després de la victòria passà sota administració austrohongaresa.
El període austrohongarès portà un cert desenvolupament a la ciutat, que rebé el 1907 la primera escola primària, administrada per l'Església Ortodoxa sèrbia, i la primera estació ferroviària que connectà la ciutat a Sarajevo i Višegrad i permeté que Pale incrementés la seva inversió estrangera.
Amb l'esclat de la Segona Guerra Mundial, després de la victòria sèrbia a la Batalla de Cer, els serbis i montenegrins guanyaren control de diverses zones de la rodalia de Sarajevo i els montenegrins entraren a Pale. Poc després, hagueren de retirar-se, acompanyats de part de la població sèrbia de la ciutat. La reconquesta per les forces austríaques dugué la repressió en forma d'execucions i enviament a camps de detenció, on moriren més de 230 persones de Pale.
El període de postguerra retornà el desenvolupament a la ciutat en el camp de l'educació, economia, medicina i transports, dins el Regne de Iugoslàvia. Aquest desenvolupament, però, fou interromput per la invasió alemanya de Iugoslàvia, l'abril de 1941. Pale fou incorporada a l'Estat de Croàcia, un estat titella de l'Alemanya nazi i una gran part dels habitants de la ciutat, majoritàriament serbis, foren executats o enviats a camps de concentració.
Després de la guerra, la ciutat presencià el desenvolupament de la seva indústria metal·lúrgica, que portà un flux rellevant de treballadors a la ciutat.
Amb l'esclat de la Guerra de Bòsnia, la ciutat guanyà notorietat en esdevenir, el 9 de gener de 1992, la capital de facto de la República Sèrbia de Bòsnia durant la guerra d'independència de Bòsnia i Hercegovina. El govern de la República Sèrbia de Bòsnia i l'Assemblea Sèrbia de Bòsnia s'establiren durant la guerra a Pale i reivindicaren Sarajevo com a capital oficial.
Amb l'entrada en vigor dels Acords de Dayton el 14 de desembre de 1995, el govern de la República Sèrbia de Bòsnia decideix establir la seva seu a Banja Luka, i Pale perd el seu estatut de capital de facto en detriment de la primera. Sarajevo esdevé la capital oficial del país.

## Demografia
Al darrer cens de població oficial del 1991, el municipi de Pale presentava 16.310 habitants, repartits per 70 nuclis de població.
Composició nacional:
- Serbis - 11.269 (69,09%)
- Musulmans de Bòsnia - 4.356 (26,70%)
- Croats - 126 (0,77%)
- Iugoslaus - 394 (2,41%)
- Altres - 165 (1,03%)

Composició nacional del 1971:
- Serbis - 11.230 (69,66%)
- Musulmans de Bòsnia - 4.508 (27,96%)
- Croats - 142 (0,88%)
- Iugoslaus - 80 (0,49%)
- Altres - 159 (1,01%)

Total 16.119
Els nuclis de població són:
Bjelogorci, Bljuštevac, Bogovići, Brdarići, Brdo,
Brezovice, Brnjica, Brojnići, Buđ, Čeljadinići,
Čemernica, Ćemanovići, Datelji, Donja Ljubogošta, Donja Vinča,
Gluhovići, Gornja Ljubogošta, Gornja Vinča, Gornje Pale, Gornji Pribanj,
Gorovići, Gradac, Gute, Hotočina, Jahorina,
Jasik, Jelovci, Kadino Selo, Kamenica, Kasidoli,
Komrani, Kosmaj, Kostreša, Kračule, Luke,
Miošići, Modrik, Mokro, Nehorići, Pale,
Pavlovac, Petovići, Podgrab, Podloznik, Podmedenik,
Podvitez, Ponor, Prača, Prutine, Pustopolje,
Radonjići, Rakite, Rakovac, Renovica, Rogoušići,
Rosulje, Saice, Sinjevo, Sjetlina, Srednje,
Stajna, Stambolčić, Strane, Sumbulovac, Šainovići,
Šip, Turkovići, Udež, Vinograd i Vlahovići.

## Economia
Les principals activitats econòmiques del municipi de Pale són la indústria, la silvicultura, el turisme, l'hostaleria i el comerç. A causa de les característiques climàtiques i geogràfiques de la zona, l'activitat agrícola és menys desenvolupada. Al final del període bèl·lic, començà el desenvolupament i la reconstrucció de la regió, en particular del petit comerç.
L'activitat industrial del municipi de Pale està orientat sobretot a la indústria metal·lúrgica, fusta i tèxtil. A Pale, s'hi troba l'empresa AD GIK "HIDROGRADNJA" de Sarajevo Est-Pale.

### Turisme

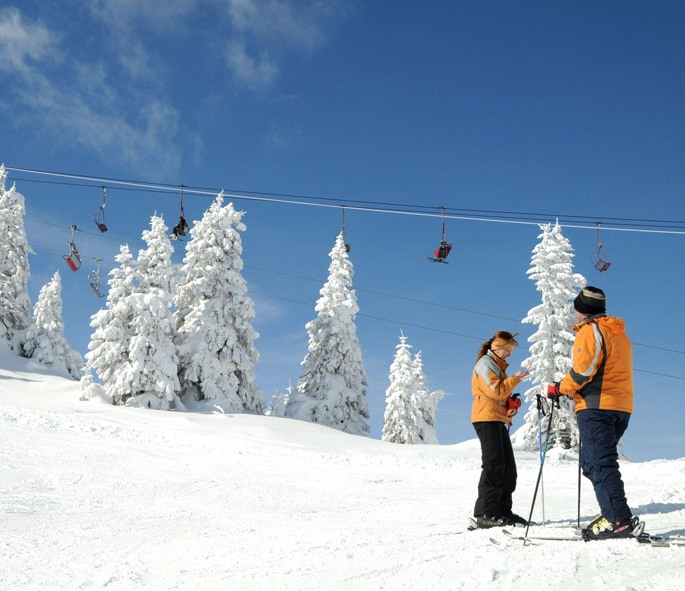
Esquí a Jahorina

Les condicions naturals del territori municipal de Pale afavoreixen l'activitat econòmica del turisme i de l'hostaleria. Per als turistes, és molt atractiu el Centre Olímpic de Jahorina, amb un terreny perfecte per a l'esquí, on la temporada d'hivern dura cinc mesos. Els esquiadors i altres turistes tenen a disposició més de 20 quilòmetres de pistes ben habilitades per a l'esquí alpí amb set telecadires i sis telefèrics, una moderna escola d'esquí i servei d'esquí.
A més dels beneficis del turisme d'hivern, el municipi de Pale també disposa d'excel·lents condicions per al turisme de caça, amb llocs de caça pels extraordinaris camins forestals de la regió, així com cabanes de caçadors.
De les atraccions naturals, la més coneguda és la Cova d'Orlovača, que és objecte de visites turístiques.

## Ciutats agermanades
Pale és agermanada amb Smederevo (Sèrbia)